# Barri Szarki (poddystrykt)
Barri Szarki – jedna z 5 jednostek administracyjnych trzeciego rzędu (nahijja) dystryktu As-Salamijja w muhafazie Hama w Syrii.
W 2004 roku poddystrykt zamieszkiwało 13 767 osób.